# Sala (Svezia)
Sala è una città della Svezia capoluogo dell'omonimo comune, conta 12 059 abitanti e si trova nella contea di Västmanland.

## Storia
La città è principalmente nota per la storica presenza di una miniera d'argento nel suo territorio, il cui sfruttamento risale al Medioevo rimanendo attivo sino al 1908. Nel 1624 la città fu spostata nella sua attuale posizione e ricevette contestualmente il riconoscimento ufficiale dello status di città (stad) per Decreto Reale di Gustavo II Adolfo di Svezia.
L'argento rivestì un importante ruolo per l'economia dell'intera Svezia oltre a fungere da base per la produzione di monete. Nel corso dei secoli dal sito di Sala sono state estratte un totale di 400 tonnellate d'argento, con punte di 5 per anno, e 40 000 tonnellate di piombo.
La miniera, oggi popolare attrazione turistica, raggiunse complessivamente una lunghezza di 20 chilometri per una profondità massima di 300 metri.

## Galleria d'immagini

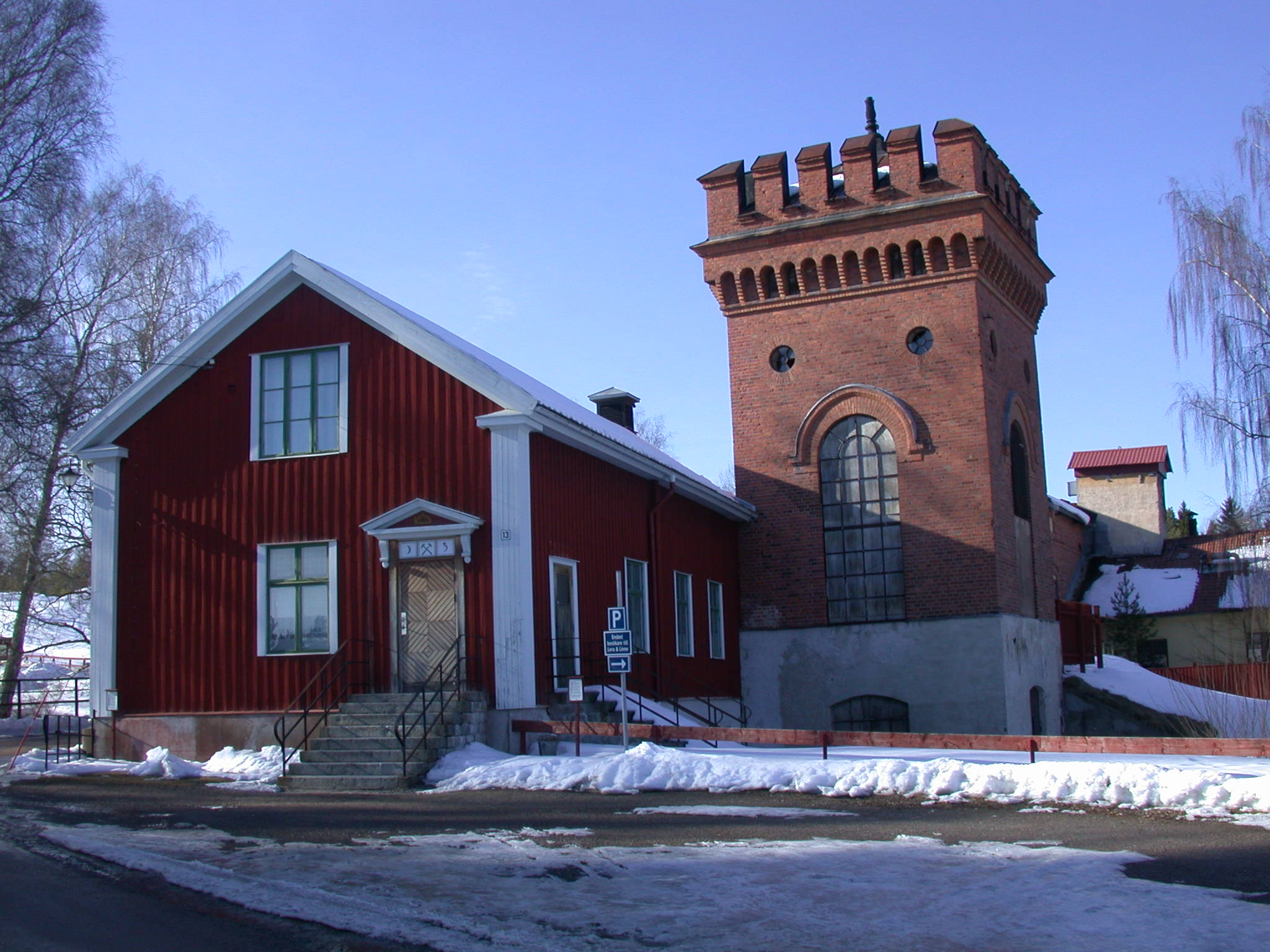
Uffici della locale miniera d'argento
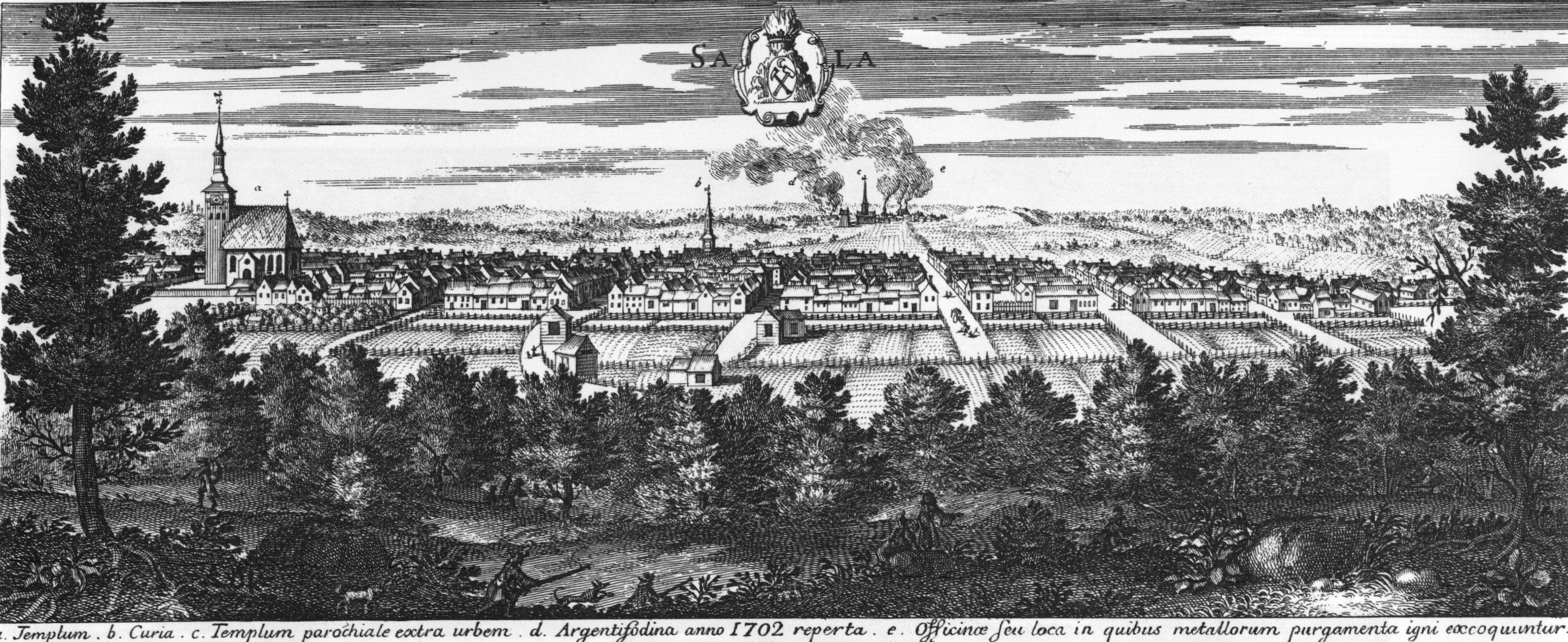
La città di Sala nel 1700
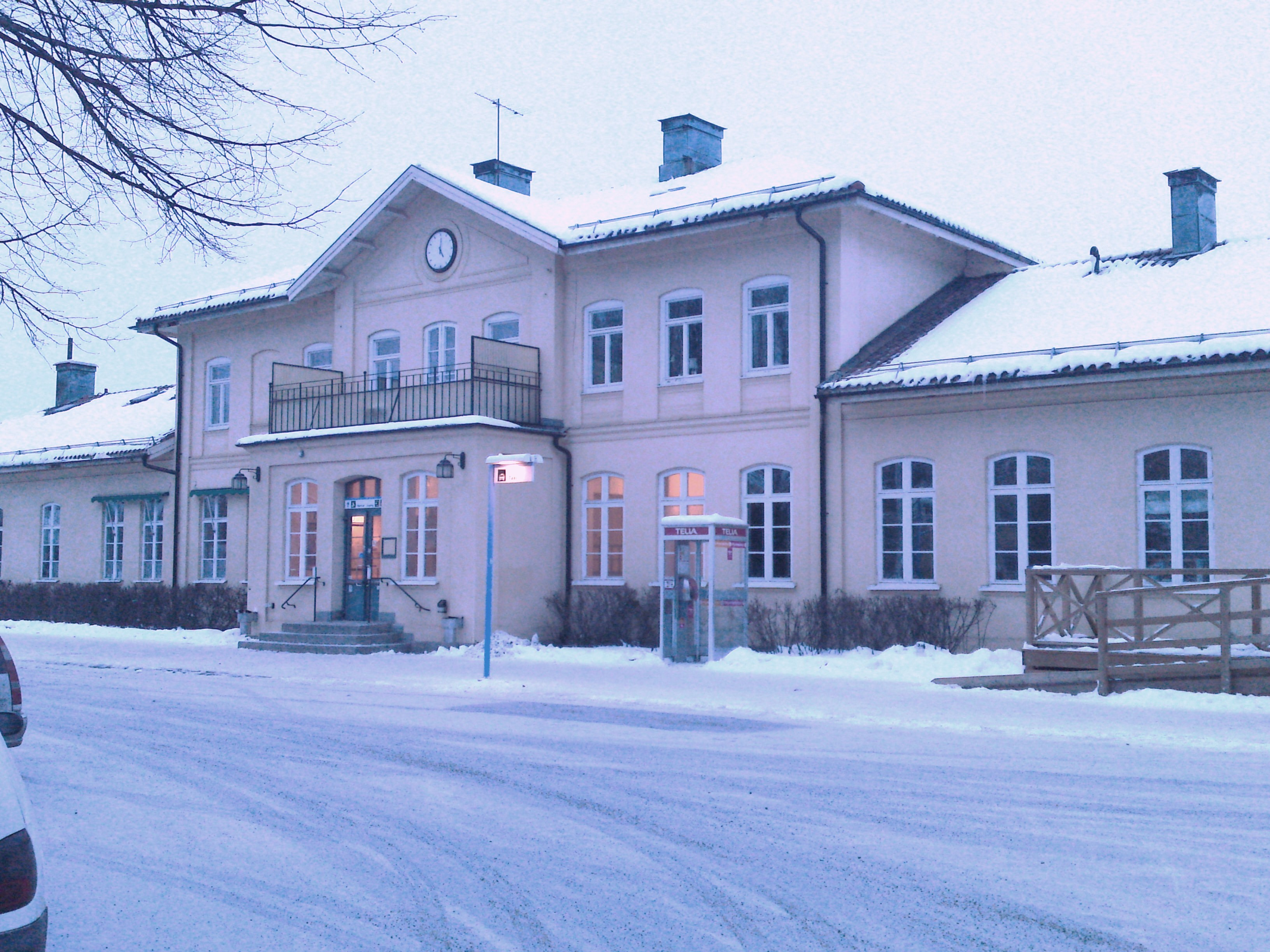
La stazione ferroviaria innevata nel febbraio del 2009